# Османн, Мурад Юсупович
Мура́д О́сманн (наст. имя — Мурад Юсупович Османов; род. 15 мая 1985, Каспийск, Дагестанская АССР) — российский продюсер, фотограф, сооснователь проекта о путешествиях #FollowMeTo и продюсерского центра Hype Production, Hype Film и FMT.JETLAG.

## Биография
Родился в семье бизнесмена и музыканта Юсупа Магомедовича Османова и дизайнера Гульнары Сулеймановны Османовой. В 1990 году семья переехала в Москву. Отец Мурада окончил Российскую академию музыки имени Гнесиных. Мать — инженерный университет по специальности «архитектор».
В 2001 году экстерном окончил школу и уехал жить в Великобританию, где два года учился в Кембридже.
В 2003 году поступил в Имперский колледж Лондона на специальность инженера-строителя, в 2008 году вернулся из Лондона в Москву и стал работать фотографом.
В 2010 году основал продюсерскую компанию Hype Production вместе с другом Ильёй Стюартом.
Осенью 2011 года совместно со своей девушкой (ныне женой) Натальей Захаровой (ныне Натальей Османовой) создал фотопроект #FollowMeTo («Следуй за мной»).

## Карьера

### #FollowMeTo
Ещё во время учёбы в школе увлёкся фотографией. Большую известность получил благодаря проекту #FollowMeTo («Следуй за мной»), который начался со случайного кадра в Барселоне 18 октября 2011 года.
Проект стал популярным в 2012 году благодаря статьям в изданиях Reddit и Daily Mail.
В 2013 году фотографии #FollowMeTo появились на Times Square в Нью-Йорке в рамках коллаборации с брендом Michael Kors. Мурад и Наталья сделали 10 фотографий в поддержку благотворительной акции «Watch hunger stop». Вырученные с акции деньги шли на обеспечение завтраками африканских детей.
В том же году состоялась выставка проекта в рамках Art Basel Miami. Позже пара организовала еще ряд международных выставок в Лондоне, Гонконге, Сингапуре, Дели, Нью-Йорке и Тайване.
В 2014 году состоялась коллаборация проекта #FollowMeTo с компанией Google. Рекламная кампания была посвящена талантливым людям и пути их творческого развития. Авторы проекта #FollowMeTo приняли участие в ролике, посвященном людям, которые любят фотографировать.
В 2014 году проект выпустил авторскую книгу о путешествиях в формате coffee table book: «Follow Me To: A Journey around the World Through the Eyes of Two Ordinary Travelers» (Skyhorse), ставшую #1 на сайте Amazon в категории «Travel».
В 2015 году была издана русскоязычная версия книги: «#FOLLOWMETO! Впечатляющие приключения Натальи и Мурада Османн — российской пары путешественников». Книга вышла в более расширенном издании, и была распродана тиражом 15 тыс. экземпляров.
В 2015 году фото проекта появилось на обложке журнала Harper’s Bazaar Bride India. Серия фотографий была в создана в Тадж-Махал в Агре, Соборной мечети Джама-Масджид в Дели, дворце Хава-Махал в Джайпуре, на аллее Пахарганджа в Дели, в Варанаси в Уттар-Прадеш, Озёрном дворце Удайпур и в Форт Амбер в Джайпуре.
В 2016 году фотография, сделанная в Тадж-Махале, появилась на обложке апрельского/майского номера National Geographic Traveler.
В том же году в эфире Первого канала вышла авторская программа «Следуй за мной». В рамках сезона вышло 6 выпусков программы о путешествиях в Индию, Грузию, Иорданию, Филиппины, на Байкал и в Испанию.
В 2017 году журнал Forbes USA включил #FollowMeTo в ТОП-3 самых успешных и влиятельных блогов о путешествиях в мире.
В 2018 году проект запустил интернет-магазин — «Follow Me To Shop» с авторскими картинами и фирменным мерчем.
В 2019 году Арсений Зяббаров и Мурад Османн создали креативное агентство FMT.JETLAG, занимающееся продакшеном видео и рекламы. В том же году #FollowMeTo запустил международные авторские туры по маршрутам travel-проекта.
С 2019 года создатели «Следуй за мной» (#FollowMeTo) принимают участие в проекте «12 space». В нём Мурад и Наталья проводят курсы, программы, медитации и семинары.
На сегодняшний день совокупная аудитория проекта составляет 5,3 млн подписчиков. Он представлен в социальных сетях Instagram, Facebook, Вконтакте, Tik Tok YouTube. Помимо основных Instagram-аккаунтов Мурада и Натальи, у проекта есть live-страница.
В портфеле #FollowMeTo имеются коллаборации с брендами Google, Bvlgari, Cartier, Macy’s, Samsung, Мегафон, ASUS, Michael Kors, Clinique, Calzedonia, Colgate, Huawei, S7 и пр., специальные проекты для National Geographic и NBC Channel, и обложки для журналов Harper’s Bazaar Bride India и National Geographic Traveler.

### Hype Production
В 2010 году фотографом Османн и Илья Стюарт основали продюсерский центр Hype Production. Компания занимается производством рекламных роликов, музыкальных клипов, документального видео и кинофильмов.
Hype Production принадлежат такие рекламные работы, как «За пределами границ» (Google), «Браузер» (Яндекс), «Спасибо» (Сбербанк), «Новый год» (ВТБ), «Бессмертные» (Сбербанк), «Границы» (PayPal), «Никогда не спрашивать» (Nike), «Попробуй чувство» (Coca Cola), «Айвазовский» (Третьяковская галерея) и другие. Рекламные ролики продюсерского дома неоднократно получали бронзу, серебро и золото на фестивале Cannes Lions.
Компания сотрудничает с музыкальными домами и исполнителями. В её портфолио имеются коллаборации с Мумий Тролль (Пиратские копии), Timati (Вертолёт), Элджэй (Сайонара детка), Feduk (Волны), Noise MC (Почитай старших), Ленинград (Золото), Хаски (Иуда), Дельфин (387) и другие. Музыкальные клипы от «Hype Production» ежегодно получают признание на Berlin Music Video Awards.
В 2015 году Hype расширился до работы с полнометражными фильмами и открыл направление «Hype Film» фильмом «Холодный фронт» Романа Волобуева. Компания продюсировала фильмы Кирилла Серебренникова «Ученик» (2016) и «Лето» (2018), «The world to come» (2020) Моны Фастволд и «Блокбастер» (2017) Романа Волобуева, «Спутник» (2020) Егора Абраменко, «Осколки» Алисы Хазановой, «Мифы» Александра Молочникова и другие.
Мурад Османов выступил сорежиссёром фильмов «Спутник» (2020), «Уроки персидского языка» (2020), «Лето» (2018), «Ученик» (2016), «Блокбастер» (2017) и «Холодный фронт» (2015).
Премьера фильма «Ученик» состоялась в программе «Особый взгляд» Каннского кинофестиваля 2016 года, где он был удостоен премии Франсуа Шале. Получил приз за лучшую режиссуру (Кинотавр, 2016), взял приз PRIX DE L’INNOVATION DANIEL LANGLOIS на кинофестивале Festival du nouveau cinema (Монреаль) и множество других номинаций и наград.
Фильм «Лето» получил приз Каннского кинофестиваля за лучший саундтрек, кинопремию «Золотой Единорог» за лучшую женскую роль первого плана, и был представлен в 12 номинациях на церемонии «Ника».
В 2018 году Османн и Стюарт вошли в список «10 Producers to Watch» по версии журнала «Variety».
В июле 2020 года фильм «The world to come» был номинирован на 77-ю Международную выставку киноискусств «La Biennale di Venezia» и получил приз в номинации Best Film. В августе 2020 года попал в лонг-лист 33й премии Европейской киноакадемии, церемония вручения которой состоится 12 декабря 2020 года в Рейкъявике.
Также в июле 2020 года компания «Hype Production» получила 4 награды в рамках Effie Awards за рекламную кампанию для Beeline и клип Noise MC.
В августе 2020 года компания завоевала гран-при «Производственная компания года» на Big Picture Festival.

## Благотворительность
Из года в год Мурад Османов активно поддерживает благотворительный проект «Charity: Water», целью которого является обеспечение чистой питьевой водой людей в развивающихся странах. В рамках проекта Мурад совместно с супругой, журналистом Натальей Османн, проводит сбор средств на строительство колодцев с чистой питьевой водой для жителей Эфиопии, Кении, Танзании, Уганды и других стран. За весь период Мурад с Натальей собрал более 32 184 $ и обеспечили питьевой водой более 804 человек.

## Личная жизнь
В 2011 году на одной из съёмок в Москве Мурад познакомился с журналисткой Натальей Захаровой. В том же году был создан проект #FollowMeTo «Следуй за мной» .
6 июня 2015 года, Османн и Захарова поженились. У пары было две свадьбы, одна из которых прошла в Москве, вторая в Дагестане. Свадьбу осветили такие издания, как Business Insider, The Hollywood Reporter, ELLE, Glamour,Marie Claire и др.
В том же году Мурад и Наталья создали ювелирный бренд обручальных колец «Follow your love». В 2016 году бренд выпустил лимитированную коллекцию с неконфликтными бриллиантами. Во время работы над коллекцией, «Follow your love» сотрудничал с некоммерческой организацией The Adventure Project, целью которой является создание рабочих мест в развивающихся странах.
24 декабря 2020 года у пары родился сын Соломон. 24 июня 2023 родился второй сын.

## Книги
- 2015 — «#FOLLOWMETO! Впечатляющие приключения Натальи и Мурада Османн — российской пары путешественников» (рус.изд).
- 2014 — «Follow Me To: A Journey around the World Through the Eyes of Two Ordinary Travelers» (англ.изд).

## Награды
- 2020 — Best Film «The World To Come» по версии Biennale Cinema 2020 — La Biennale di Venezia
- 2019 — «Лучшая продакшн-компания» по версии «Berlin Music Video Awards»;
- 2018 — «10 Producers to Watch» по версии журнала «Variety»;
- 2018 — Лучший Travel-блогер по версии журнала GQ;
- 2018 — Best Influencer of the Year по версии Influencer Awards Monaco;
- 2018 — #glam_travelгид по версии Glamour Influencers Awards;
- 2017 — ТОП-3 самых успешных и влиятельных блогов о путешествиях в мире по версии Forbes;
- 2015 — «Самая медийная свадьба года» по версии журнала Wedding;
- 2015 — «Пара года» по версии журнала Glamour.